# Populus lancifolia
Populus lancifolia är en videväxtart som beskrevs av N. Chao. Populus lancifolia ingår i släktet popplar, och familjen videväxter. Inga underarter finns listade i Catalogue of Life.